# Pozbawienie obywatelstwa polskiego 76 oficerów
Pozbawienie obywatelstwa polskiego 76 oficerów – pozbawienie 26 września 1946 roku obywatelstwa polskiego 76 oficerów Polskich Sił Zbrojnych na Zachodzie przez Tymczasowy Rząd Jedności Narodowej.

## Decyzja i jej uchylenie
Dwiema uchwałami z 26 września 1946 roku Tymczasowy Rząd Jedności Narodowej Edwarda Osóbki-Morawskiego pozbawił z dniem 6 września obywatelstwa polskiego 76 oficerów Polskich Sił Zbrojnych na Zachodzie. Jedną uchwałą pozbawiono obywatelstwa tylko gen. dyw. Władysława Andersa, a drugą – oficerów, którzy wstąpili do Polskiego Korpusu Przysposobienia i Rozmieszczenia. Uchwały zostały podjęte na podstawie art. 11 pkt 2 ustawy obywatelstwie Państwa Polskiego (Dz.U. z 1920 r. nr 7, poz. 44). Orzeczenie o utracie obywatelstwa nie rozciągało się na żony i dzieci.
Uchwały Rady Ministrów Tymczasowego Rządu Jedności Narodowej z 26 września 1946 roku uchyliła Rada Ministrów PRL pod przewodnictwem Piotra Jaroszewicza uchwałą nr 256/1 z 23 listopada 1971. Następnie mieszkający na emigracji oficerowie otrzymali odpowiednie powiadomienia z polskich konsulatów generalnych. Oto treść powiadomienia o przywróceniu obywatelstwa, jakie otrzymał płk dypl. Kamil Czarnecki w styczniu 1972 roku od konsula generalnego RP w Londynie:

Szanowny Panie,
 Konsulat Generalny uprzejmie zawiadamia, że Rada Ministrów Polskiej Rzeczypospolitej Ludowej w dniu 23 listopada 1971 roku anulowała uchwałę Rady Ministrów Rzeczypospolitej Polskiej z dnia 26 września 1946 roku o pozbawieniu Pana polskiego obywatelstwa.
Łączę wyrazy szacunku
Mieczysław Hara
konsul generalny

Generałowi Władysławowi Andersowi obywatelstwo przywrócono dopiero uchwałą Rady Ministrów z dnia 15 marca 1989 roku.
Ustawa o obywatelstwie polskim z 2 kwietnia 2009 w art. 65 uznaje za nieważne i tym samym niewywołujące skutków prawnych od chwili ich wydania wspomnianą uchwałę z 26 września 1946 oraz podobne uchwały Rady Ministrów z 21 listopada 1947 r. o pozbawieniu obywatelstwa
Stanisława Mikołajczyka i z 19 lutego 1949 r. Stanisława Bańczyka, Tomasza Kołakowskiego i Stanisława Wójcika.

## Lista generałów i oficerów pozbawionych obywatelstwa
Projekt uchwały o pozbawieniu obywatelstwa polskiego generałów i oficerów PSZ na Zachodzie został przygotowany przez Ministerstwo Obrony Narodowej. Referentem sprawy na posiedzeniu Tymczasowego Rządu Jedności Narodowej w dniu 26 września 1946 roku był minister obrony narodowej, marszałek Polski Michał Rola-Żymierski. Z informacji przekazanej członkom rządu przez ministra obrony narodowej wynika, że przygotowując projekt uchwały opierano się na przekazanej przez stronę brytyjską liście oficerów, którzy wstąpili do Polskiego Korpusu Przysposobienia i Rozmieszczenia. Lista nie obejmowała generała Władysława Andersa, który nie wstąpił do PKPR.

1. gen. dyw. Władysław Anders, dowódca 2 Korpusu Polskiego (od 8 XI 1946 Generalny Inspektor Sił Zbrojnych)
2. gen. dyw. Stanisław Kopański, szef Sztabu Naczelnego Wodza
3. gen. dyw. Stanisław Maczek, dowódca I Korpusu Polskiego[8]
4. gen. bryg. Antoni Chruściel, zastępca szefa Sztabu Naczelnego Wodza do spraw ogólnych
5. gen. bryg. Tadeusz Malinowski, szef Biura Funduszu Społecznego Żołnierzy
6. gen. bryg. Karol Masny, szef Służby Pieniężnej MON
7. płk sap. Stanisław Jan Arczyński
8. płk dypl. piech. Józef Bischof
9. płk br. panc. Bronisław Brągiel
10. płk art. Stanisław Tadeusz Bronikowski[9]
11. płk żand. Kazimierz Stanisław Chodkiewicz, szef żandarmerii w Sztabie Naczelnego Wodza i MON
12. płk dypl. piech. Bronisław Stanisław Chruściel (w prasie „Zdzisław Chruściel”)
13. płk uzbr. inż. Michał Dembiński[10]
14. płk dypl. piech. Stanisław Gano, p.o. zastępcy szefa Sztabu Naczelnego Wodza do spraw ogólnych
15. płk uzbr. Tadeusz Edmund Stanisław Łukaszewski[11]
16. płk dypl. piech. Stefan Antoni Mayer[12]
17. płk uzbr. inż. Władysław Ostrowski[13]
18. płk dypl. piech. Henryk Tadeusz Piątkowski, I zastępca szefa Sztabu Naczelnego Wodza
19. płk dypl. piech. Józef Rehman[14], szef Biura Ewidencji PKPR[15]
20. płk uzbr. inż. Władysław Wojciechowski
21. ppłk piech. Tadeusz Biernacki[16]
22. ppłk dypl. kaw. Leon Antoni Bittner[17]
23. ppłk uzbr. dr inż. Lucjan Bratz
24. ppłk dypl. art. Stanisław Fieldorf[18]
25. ppłk łącz. inż. Ignacy Harski
26. ppłk uzbr. Wojciech Stanisław Hlawsa[19]
27. ppłk dypl. art. Aleksander Jedziniak[20]
28. ppłk art. Zygmunt Józefkowicz[21]
29. ppłk dypl. piech. Stanisław Karnibad[22] (w prasie „Karbinad”)
30. ppłk uzbr. inż. Franciszek Kraczkiewicz[23]
31. ppłk dypl. art. Wielisław Krajowski
32. ppłk łącz. inż. Antoni Krzyczkowski
33. ppłk sap. Wincenty Krzywiec[24]
34. ppłk dypl. łącz. Witold Karol Lagenfeld[25] (w „Rzeczpospolitej” jako „Józef Langefeld”, a w „Dzienniku Bałtyckim” jako „Józef Landgefeld”)
35. ppłk adm. Stanisław Marcin Leski[26] (w prasie „Stanisław Marian Leski”)
36. ppłk sap. Marian Władysław Manikowski[27] (w prasie „Marian Władysław Mańkowski”)
37. ppłk dypl. art. Antoni Minkiewicz
38. ppłk dypl. piech. Józef Michał Perzyński[28] ( w prasie „Józef Perzyński”)
39. ppłk uzbr. inż. Wiktor Pfafenhausen[29]
40. ppłk aud. Kazimierz Jan Klemens Sarnicki[30] (w „Rzeczpospolitej” jako „Kazimierz Klemens Sadnicki”)
41. ppłk sap. inż. Stanisław Śliwiński[31]
42. ppłk uzbr. Jan Świderski[32]
43. ppłk art. Aleksander Alfred Toczyski[33] (w prasie „Bronisław Toczyński”[34])
44. ppłk br. panc. Olgierd Władysław Witort[35] (w prasie „Witold”)
45. ppłk dypl. piech. Jerzy Zaremba[36]
46. ppłk uzbr. inż. Apolinary Żebrowski
47. mjr sap. inż. Teodor Benirski
48. mjr Feliks Zdzisław Bielecki
49. mjr dypl. art. Jerzy Ciemochowski[37]
50. mjr Jerzy Marian Ciepielowski (*6 XII 1899 †16 XII 1969 Londyn)
51. mjr Kamil Czarnecki
52. mjr Aleksander Czekalski
53. mjr piech. Franciszek Andrzej Mirosław Derejski ps. „Jastrząb” (cichociemny)[38]
54. mjr piech. inż. Kazimierz Aleksander Dębski
55. mjr Józef Frankowski
56. mjr uzbr. inż. Roch Marian Frejszmidt[39] (w „Rzeczpospolitej” jako „Freszmidt”)
57. mjr piech. Stanisław Adolf Fruziński[a]
58. mjr art. Jan Giedroyć[45]
59. mjr uzbr. inż. Jan Gołofit[46]
60. mjr uzbr. Józef Hołowacz[47]
61. mjr adm. Mikołaj Kamiński[48]
62. mjr piech. Władysław Kaniowski[49]
63. mjr art. Czesław Izydor Kłopotowski[50]
64. mjr uzbr. inż. Józef Tadeusz Koss[51]
65. mjr Antoni Kowalewski
66. mjr łącz. Tadeusz Michał Legeżyński
67. mjr sap. inż. Henryk Marcin Muster[52]
68. mjr piech. Michał Olisiewicz[53]
69. mjr Bolesław Pietraszewski
70. mjr Józef Różański
71. mjr Władysław Słodkiewicz
72. mjr dypl. piech. Władysław Słomiński[54]
73. mjr Piotr Wojtczak
74. mjr uzbr. dr inż. Władysław Jan Wrażej[55] (w „Rzeczpospolitej” jako Władysław „Wrałej”, a w „Dzienniku Bałtyckim” jako Władysław „Wramej”)
75. mjr sap. Jan Wysoczański[56] (w prasie „Wysoczeński”)
76. mjr uzbr. Bohdan Żukowski[57]